# Sangen (Geger)
Sangen is een bestuurslaag in het regentschap Madiun van de provincie Oost-Java, Indonesië. Sangen telt 3421 inwoners (volkstelling 2010).